# ایشگل
ایشگل (به آلمانی: Ischgl) یک منطقهٔ مسکونی در اتریش است که در ناحیه لاندک واقع شده‌است. ایشگل ۱۰۳٫۳ کیلومتر مربع مساحت دارد ۱٬۳۷۷ متر بالاتر از سطح دریا واقع شده‌است.